# 모글리

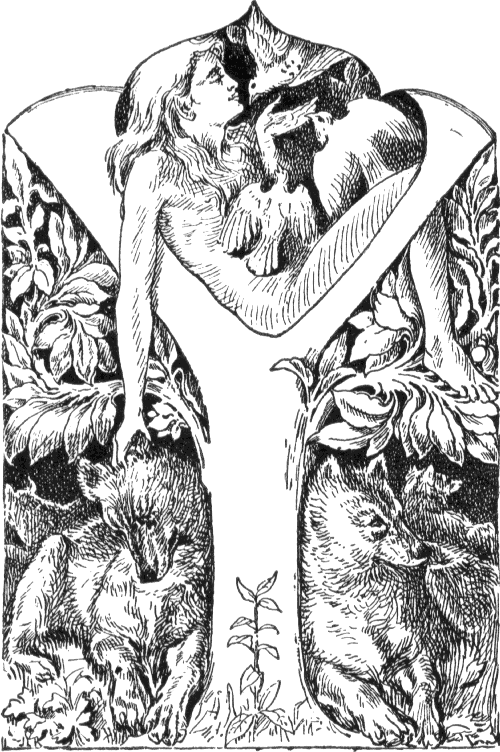

모글리(Mowgli)는 러디어드 키플링의 정글 북 스토리에 등장하는 주인공이자 가공 인물이다. 인도 마디아프라데시주 출신의 야생아이며 키플링의 단편 소설 In the Rukh(1893년의 Many Inventions에서 수집됨)에 처음 등장한 뒤 정글 북과 정글 북 제2권(1894~1895년)을 통해 유명해졌다.

## 영화, 텔레비전, 라디오
- 정글북 (1942년 영화)
- 정글북 (1967년 영화)
- 정글북 (2016년 영화)
- 모글리: 정글의 전설